# Crossroads Guitar Festival 2019
Crossroads Guitar Festival 2019 ist die fünfte Veröffentlichung der Reihe von Eric Clapton organisierten Crossroads Guitar Festivals – Musikfestivals zur Unterstützung des Crossroads Centre, eine Drogen- und Alkoholrehabilitationsklinik, die von Clapton gegründet wurde. Es erschien am 20. November 2020. Auf dem Album sind verschiedene Mitschnitte der Veranstaltungen vom 20. und 21. September 2019 enthalten, die live in dem American Airlines Center im US-amerikanischen Dallas, Texas aufgenommen wurden.

## Aufnahme und Veröffentlichungen
Am 22. April 2019 wurde bekannt, dass Clapton seine Welttournee im Jahr 2019 mit einem fünften Crossroads Festival beenden wird. Vorherige Veranstaltungen fanden 2004 (Dallas), 2007 (Bridgeview), 2010 (Bridgeview) und 2013 (New York City) statt. Von möglichen 26.940 Eintrittskarten wurden 24.853 Tickets verkauft. Bei Eintrittspreisen von 55 bis 500 US-Dollar wurden Ticketerlöse von 6.355.535 US-Dollar erzielt, die Claptons Stiftung zugutekamen. Dass ein Mitschnitt der Auftritte veröffentlicht werden soll, gaben die Plattenfirmen Warner Music Group und Rhino Records am 23. September 2020 bekannt. Erhältlich sind die Aufnahmen auf Compact Disc, Schallplatte, DVD und Blu-ray Disc. Vorab veröffentlichte Rhino auf der Onlineplattform YouTube drei Konzertvideos. „Goodbye Carolina“ von The Marcus King Band erschien am 23. September 2020, der Titel „I Say a Little Prayer“ von Lianne La Havas am 7. Oktober 2020 und der Cream-Klassiker „Badge“ von Eric Clapton wurde am 21. Oktober 2020 veröffentlicht. Einige Konzertausschnitte (Gesamtlänge circa 75 Minuten) wurden am 31. Dezember 2020 bei dem Fernsehsender 3sat im Rahmen von Pop Around the Clock gezeigt.

## Titelliste
| Nr. | Titel                                                                                   | Autor(en)                                                 | Länge |
| --- | --------------------------------------------------------------------------------------- | --------------------------------------------------------- | ----- |
| 1.  | Introduction                                                                            | —                                                         |       |
| 2.  | Native Stepson (Sonny Landreth)                                                         | Sonny Landreth                                            |       |
| 3.  | Wonderful Tonight (Eric Clapton, Andy Fairweather Low)                                  | Eric Clapton                                              |       |
| 4.  | Lay Down Sally (Eric Clapton, Andy Fairweather Low)                                     | Eric Clapton, George Terry, Marcella Detroit              |       |
| 5.  | Million Miles (Bonnie Raitt, Keb’ Mo’, Alan Darby)                                      | Bob Dylan                                                 |       |
| 6.  | Son’s Gonna Rise (Citizen Cope, Gary Clark Jr.)                                         | Clarence Greenwood                                        |       |
| 7.  | Lait / De Ushuaia A La Quiaca (Gustavo Santaolalla)                                     | Gustavo Santaolalla                                       |       |
| 8.  | I Wanna Be Your Dog (Doyle Bramhall II, Susan Tedeschi, Derek Trucks)                   | Dave Alexander, Ron Asheton, Scott Asheton, Iggy Pop      |       |
| 9.  | That’s How Strong My Love Is (Doyle Bramhall II, Susan Tedeschi, Derek Trucks)          | Roosevelt Jamison                                         |       |
| 10. | Lift Off (Tom Misch)                                                                    | Yussef Dayes, Tom Misch, Rocco Palladino                  |       |
| 11. | Cognac (Buddy Guy, Jonny Lang)                                                          | Richard Fleming, Buddy Guy, Tom Hambridge                 |       |
| 12. | Everything Is Broken (Sheryl Crow, Bonnie Raitt)                                        | Bob Dylan                                                 |       |
| 13. | Every Day Is a Winding Road (Sheryl Crow, James Bay)                                    | Sheryl Crow, Brian MacLeod, Jeff Trott                    |       |
| 14. | Retrato (Daniel Santiago, Pedro Martins)                                                | Daniel Santiago                                           |       |
| 15. | B-Side (Kurt Rosenwinkel, Pedro Martins)                                                | Kurt Rosenwinkel, Pedro Martins                           |       |
| 16. | Baby, Please Come Home (Jimmie Vaughan, Bonnie Raitt)                                   | Lloyd Price                                               |       |
| 17. | How Long (The Marcus King Band)                                                         | Dan Auerbach, Marcus King, Pat McLaughlin                 |       |
| 18. | Goodbye Carolina (The Marcus King Band)                                                 | Marcus King                                               |       |
| 19. | While My Guitar Gently Weeps (Eric Clapton, Peter Frampton)                             | George Harrison                                           |       |
| 20. | Space for the Papa (Jeff Beck)                                                          | Jeff Beck                                                 |       |
| 21. | Big Block (Jeff Beck)                                                                   | Jeff Beck, Terry Bozzio, Tony Hymas                       |       |
| 22. | Caroline, No (Jeff Beck)                                                                | Jeff Beck                                                 |       |
| 23. | Cut Em Loose (Robert Randolph)                                                          | Dave Cobb, Aaron Raitiere, Robert Randolph                |       |
| 24. | Hold Back the River (James Bay)                                                         | Iain Archer, James Bay                                    |       |
| 25. | When We Were on Fire (James Bay)                                                        | James Bay, Jon Green                                      |       |
| 26. | Mas y Mas (Los Lobos)                                                                   | David Hidalgo, Louie Pérez                                |       |
| 27. | Am I Wrong? (Keb’ Mo’)                                                                  | Kevin Moore                                               |       |
| 28. | Slow Dancing in a Burning Room (John Mayer)                                             | John Mayer                                                |       |
| 29. | How Blue Can You Get? (Susan Tedeschi, Derek Trucks)                                    | Jane Feather, Leonard Feather                             |       |
| 30. | Shame (Susan Tedeschi, Derek Trucks)                                                    | Tim Lefebvre, Mike Mattison, Susan Tedeschi, Derek Trucks |       |
| 31. | Is Your Love Big Enough? (Lianne La Havas)                                              | Matt Hales, Lianne La Havas, Willy Mason                  |       |
| 32. | I Say a Little Prayer (Lianne La Havas)                                                 | Burt Bacharach, Hal David                                 |       |
| 33. | Feed the Babies (Gary Clark Jr.)                                                        | Charles Atkins, Jimmy Jones, Gary Clark, Jr., Jacob Sciba |       |
| 34. | I Got My Eyes on You (Locked & Loaded) (Gary Clark Jr.)                                 | Gary Clark Jr.                                            |       |
| 35. | Pearl Cadillac (Gary Clark Jr.)                                                         | Gary Clark Jr.                                            |       |
| 36. | Tonight the Bottle Let Me Down (Vince Gill, Albert Lee, Jerry Douglas)                  | Merle Haggard                                             |       |
| 37. | Tulsa Time (Vince Gill, Albert Lee, Jerry Douglas, Bradley Walker)                      | Danny Flowers                                             |       |
| 38. | Drifting Too Far From the Shore (Vince Gill, Albert Lee, Jerry Douglas, Bradley Walker) | Charles Ernest Moody                                      |       |
| 39. | Badge (Eric Clapton)                                                                    | Eric Clapton, George Harrison                             |       |
| 40. | Layla (Eric Clapton, John Mayer, Doyle Bramhall II)                                     | Eric Clapton, Jim Gordon                                  |       |
| 41. | Purple Rain (Eric Clapton, Ensemble)                                                    | Prince                                                    |       |
| 42. | High Time We Went (Eric Clapton, Ensemble)                                              | Joe Cocker, Chris Stainton                                |       |

## Chartplatzierungen
| ChartsChartplatzierungen | Höchstplatzierung | Wochen |
| ------------------------ | ----------------- | ------ |
| Deutschland (GfK)        | 6 (11 Wo.)        | 11     |
| Schweiz (IFPI)           | 8 (2 Wo.)         | 2      |

| ChartsChartplatzierungen     | Höchstplatzierung | Wochen |
| ---------------------------- | ----------------- | ------ |
| Österreich (Ö3)              | 1 (11 Wo.)        | 11     |
| Schweiz (IFPI)               | 1 (6 Wo.)         | 6      |
| Vereinigtes Königreich (OCC) | 4 (14 Wo.)        | 14     |

Obwohl Musikfilme in die deutschen Albumcharts eingerechnet werden, belegte Crossroads Guitar Festival 2019 Platz eins der Top-10-DVD-Musik-Chart des Bundesverbandes für Audiovisuelle Medien (Zeitraum: 25. November 2020 bis 2. Dezember 2020).